# غويلرمو بفوند
غويلرمو بفوند (بالإسبانية: Guillermo Pfund)‏ هو لاعب كرة قدم أرجنتيني في مركز الدفاع، ولد في 1989 في Tornquist, Buenos Aires ‏ في الأرجنتين. لعب مع فيليز سارسفيلد ونادي لويس أنخيل فيربو.

## وصلات خارجية
- غويلرمو بفوند على موقع قاعدة بيانات كرة القدم.إي يو (الإنجليزية)
- غويلرمو بفوند على موقع Soccerway.com (الإنجليزية)